# ゼア・アンド・バック
ゼア・アンド・バック（There and Back）は、ジェフ・ベック3枚目のソロ・スタジオアルバム。1980年にリリース。

## 概要
スタンリー・クラークとのツアー終了後、ジェフは1978年12月からヤン・ハマーとの新作のレコーディングに取りかかる。プロデュースはケン・スコットが担当し、ドラムスとしてサイモン・フィリップスが参加した。このセッションでは、ツアーですでに演奏されていた「Star Cycle」や「Too Much to Lose」が録音されたが、その仕上がりに満足がいかなかったジェフはリリースを見合わせ、1979年6月にはヨーロッパ・ツアーを開始する。
ツアー終了後、共演したトニー・ハイマス、サイモン・フィリップスに加えベースにモー・フォスターが参加しレコーディングを再開し5曲を完成、これに前回のセッションでの3曲を加えて新作『ゼア・アンド・バック』が完成した。本作発表後、アメリカ、日本、ヨーロッパを回るツアーが行われた。
1曲目の「スター・サイクル（Star Cycle）」は、『ワールドプロレスリング』（テレビ朝日）において次期シリーズ予告のBGMとして1980年代に使用されている。

## 来日公演
4度目の来日となる日本公演は1980年12月4日の武道館公演を皮切りに10公演が行われた。
- 1980年12月4日 - 東京・日本武道館
- 1980年12月5日 - 大阪市・大阪府立体育館
- 1980年12月8日 - 福岡市九電記念体育館
- 1980年12月10日 - 大阪市・フェスティバルホール
- 1980年12月11日 - 名古屋市・名古屋市公会堂

- 1980年12月12日 - 仙台市・宮城県民会館
- 1980年12月14日 - 札幌・道立産業共進会場
- 1980年12月16日 - 横浜・横浜文化体育館
- 1980年12月17日 - 東京・日本武道館
- 1980年12月18日 - 東京・日本武道館

## 曲目
1. スター・サイクル - Star Cycle (Hammer) 4:56
2. トゥー・マッチ・トゥ・ルーズ - Too Much to Lose (Hammer) 2:55
3. ユー・ネヴァー・ノウ - You Never Know (Hammer) 4:03
4. ザ・パンプ - The Pump (Hymas, Phillips) 5:43
5. エル・ベッコ - El Becko (Hymas, Phillips) 3:59
6. ザ・ゴールデン・ロード - The Golden Road (Hymas, Phillips) 4:55
7. スペース・ブギー - Space Boogie (Hymas, Phillips) 5:04
8. ザ・ファイナル・ピース - The Final Peace (Beck, Hymas) 3:36

## パーソネル
- ジェフ・ベック - ギター
- ヤン・ハマー - キーボード on Star Cycle、Too Much to Lose、You Never Know ドラムス on Star Cycle
- サイモン・フィリップス - ドラムス (except on Star Cycle、The Final Peace)
- トニー・ハイマス - キーボード (except on Star Cycle、Too Much to Lose、You Never Know)
- モー・フォスター - ベース on The Pump、El Becko、The Golden Road、Space Boogie
- ジェフ・ベック & ケン・スコット - プロデュース